# Tai nạn máy bay Lokomotiv Yaroslavl
Tai nạn máy bay Lokomotiv Yaroslavl là một vụ rơi máy bay Yak-42 chở một đội khúc côn cầu trên băng của Nga gặp nạn trong lúc cất cánh gần thành phố Yaroslavl, cách Moskva khoảng 250 km về phía đông bắc. Theo báo cáo của các nhân viên điều tra, có 43 người thiệt mạng gồm 36 hành khách và 7 thành viên phi hành đoàn, có hai người đã sống sót sau vụ tai nạn. Máy bay đã gặp nạn không lâu sau khi cất cánh từ một sân bay tại thành phố Yaroslavl, vụ tai nạn xảy ra vào khoảng 4 giờ chiều giờ Moskva. Máy bay đã bốc cháy ngay sau khi cất cánh khỏi sân bay Yaroslavl, 2,5 km so với sân bay Tunoshna và lao xuống bờ sông Volga nổ tung làm chết 43 người và chỉ 2 người sống sót.
Chiếc máy bay Yak-42 đang chở đội bóng gậy trên băng Lokomotiv Yaroslavl tới thủ đô Minsk của Belarus để bắt đầu mùa 2011–12 KHL.
. Lực lượng cứu hộ đã tìm thấy mảnh vỡ của chiếc máy bay trên sông Volga.
Chiếc máy bay lâm nạn được sản xuất năm 1993 và thuộc một công ty dịch vụ của hãng Yak. 

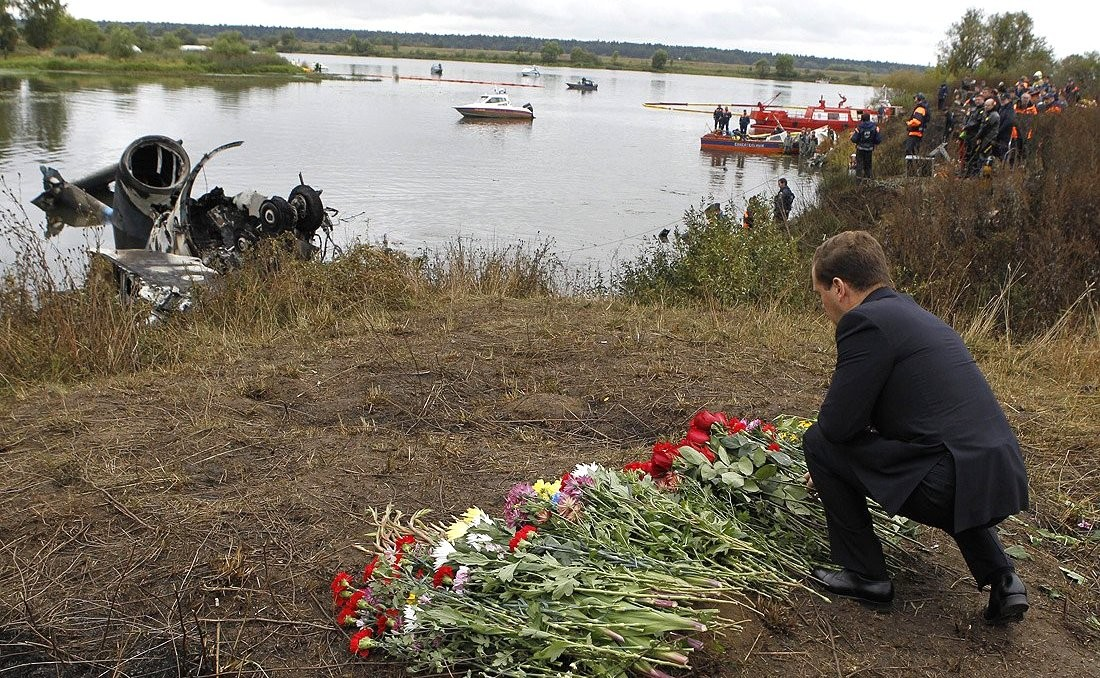